# Expoziția artiștilor în viață din anul 1872
Expoziția artiștilor în viață din anul 1872 a fost a patra manifestare artistică care s-a inaugurat ulterior înființării din anul 1864 a Școlii de Arte Frumoase din București, ai cărei fondatori au fost Theodor Aman și Gheorghe Tattarescu. Expoziția a făcut parte dintr-un lung șir de astfel de evenimente artistice care s-au derulat în ultimele patru decenii ale secolului al XIX-lea, ele fiind organizate de Ministerul Cultelor și Instrucțiunii Publice în parteneriat cu Școala de Arte Frumoase. La expoziția din anul 1872, pictorul Nicolae Grigorescu nu a participat, faptul fiind comentat pe larg în presa vremii.
Manifestarea a beneficiat de o prezență satisfăcătoare în publicațiile de atunci, însă slaba organizare și participare au dus la o amploare mai redusă. Festivitatea de premiere nu a mai fost adusă la cunoștința publicului, ca altă dată, în mai multe numere ale Monitorului Oficial și după închiderea ei, nu a mai fost tipărită o dare de seamă a modului cum s-a desfășurat. Din cercetările lui Adrian-Silvan Ionescu, a reieșit că nu ar mai fi fost nici discursuri ale reprezentanților forului tutelar sau a lui Theodor Aman. Dacă ar fi existat, acestea ar fi fost publicate în presa acelui an.
O dovadă a celor afirmate de Silvan Ionescu, a fost susținută de acesta prin faptul că ministrul Cultelor și Instrucțiunii nu a participat la premiere, ci l-a delegat pe Alexandru Orăscu să îl reprezinte. Acest mod de abordare este adus ca argument forte că manifestării nu i s-a acordat o importanță deosebită.
Theodor Aman și Constantin I. Stăncescu, unul director și celălalt profesor la Belle Arte, primul fiind și președintele expoziției, aveau dublă calitate de expozanți și membri ai juriului. Alexandru Orăscu a prezidat ceremonia de premiere și tot el era și expozant. Exceptând pe cei trei, pe simezele evenimentului și-au prezentat lucrările absolvenți și elevi ai Școlii de Belle Arte de la București. În opinia lui Silvan Ionescu, întreaga manifestare a fost, fie accidental, fie premeditat, o expoziție de familie. Ca urmare, ea nu a beneficiat de o concurență stimulatoare și astfel riscul ca medaliile să fie date altor concurenți, decât celor care au organizat expoziția, era aproape zero.
Medalia de clasa I-a să-i revină lu Theodor Aman pentru tablourile Izgonirea turcilor la Călugăreni, Moartea Lăpușneanului și Femeie cu narghilea. Primele două picturi au fost propuse pentru achiziționarea de către stat cu suma de 7000 de franci, respectiv 5000 de franci. Medalia de clasa a II-a a revenit lui Constantin I. Stăncescu pentru desenul intitulat Cugetătorul. Lucrarea a fost și ea propusă pentru achiziții pentru un cuantum de 350 de franci. Medalia de clasa a III-a a fost acordată lui Mihail Dan pentru Portretul doctorului Staicovici.

## Istoria manifestării expoziționale
O dată cu revenirea în deceniul al șaselea al secolului al XIX-lea de la studiile pe care le făcuseră în străinătate a lui Gheorghe Panaiteanu-Bardasare și Gheorghe Năstăseanu în Moldova și Theodor Aman și Gheorghe Tattarescu în Muntenia, s-a produs în România o adevărată efervescență artistică. Tineri progresiști și entuziaști, aceștia au contribuit la închegarea mișcării artistice pe plan local și mai apoi la nivel național.

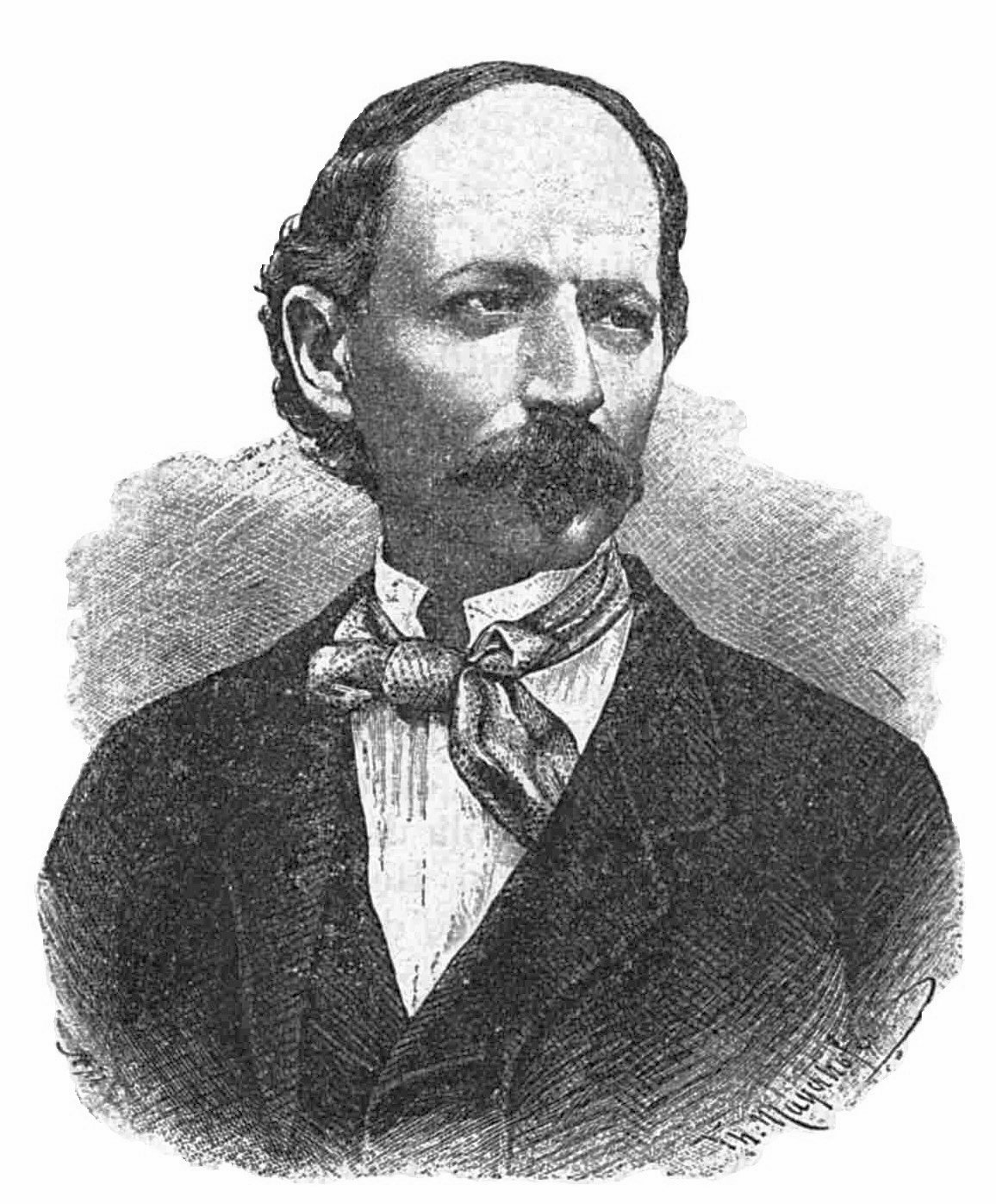
D. Bolintineanu

Pe de altă parte, primii au fost fondatorii Școlii de Arte Frumoase din Iași din data de 26 octombrie 1860 și ultimii, fondatorii Școlii de Arte Frumoase din București din data de 5 octombrie 1864. Ei au fost pionierii învățământului de specialitate și au fost organizatorii primei Pinacoteci din Iași și din București. Toți patru au contribuit într-un mod capital la cizelarea gustului publicului precum și la diversificarea genurilor plastice prin intermediul Expoziției artiștilor în viață, ai căror promotori au fost.
La sfârșitul anului 1863, Dimitrie Bolintineanu aflat în acel moment deținător al portofoliului Cultelor și Instrucțiunii Publice, a venit cu ideea de a da un imbold mișcării artistice românești. Ideea urmărea două scopuri principale. Primul era obișnuirea publicului cu manifestările artistice și al doilea era dorința de a achiziționa lucrări pentru Galeria de Tablouri. Ca urmare în anul 1864 s-a ținut o expoziție pentru testarea publicului pentru arte și în același an s-a făcut primul Regulament al Expoziției artiștilor în viață. Acesta a fost promulgat în 4 decembrie 1864 de domnitorul Alexandru Ioan I și în 13/25 decembrie 1864 a fost publicat în Monitorul Oficial. Conform Regulamentului, Expozițiile artiștilor în viață urmau să se țină anual, alternativ la București și Iași. Această prevedere din regulament nu a fost respectată niciodată, singura oară când s-a încercat să se facă la Iași - în anul 1866, epoziția nu s-a organizat din diverse motive. Regulamentul din 1864 a fost amendat de două ori cu modificări, în anul 1881 și 1894.
Prima Expoziție a artiștilor în viață a avut loc în anul 1865 la București. Expoziția din anul 1866 de la Iași a fost una eșuată. A doua Expoziție a avut loc în anul 1868 la București. În anul 1869 a avut loc în sălile Academiei (Universitate) de la București o expoziție domnească, prin care Carol I și-a prezentat propria colecție de artă, iar în anul 1870 a avut loc tot la București a treia Expoziție a artiștilor în viață.

## Frământări organizatorice

### Eșuarea deschiderii expoziției din anul 1871 de la Iași
Conform primului articol al Regulamentului Expozițiilor artiștilor în viață din anul 1864, Ministerul Cultelor și Instrucțiunii Publice a hotărât în primăvara anului 1871 ca manifestarea artistică să se desfășoare în acel an la Iași. Această decizie a venit pe fondul nemulțumirilor pe care le aveau artiștii din Moldova, frustrați fiind de faptul că ei nu beneficiau de o expoziție de renume național. După cum se știe, aceștia nu au mai avut o manifestare expozițională de asemenea anvergură și nici nu participaseră la ultimile două ediții ale acesteia. Pe lângă aceste motivații se suprapunea și insatisfacția lui Gheorghe Panaiteanu-Bardasare referitoare la numărul mic de lucrări pe care reușise să le vândă la Expoziția artiștilor în viață din anul 1865. Ca urmare a nemulțumirilor personale din anul 1865, Bardassare nu a mai trimis niciun alt tablou la vreo astfel de manifestare.

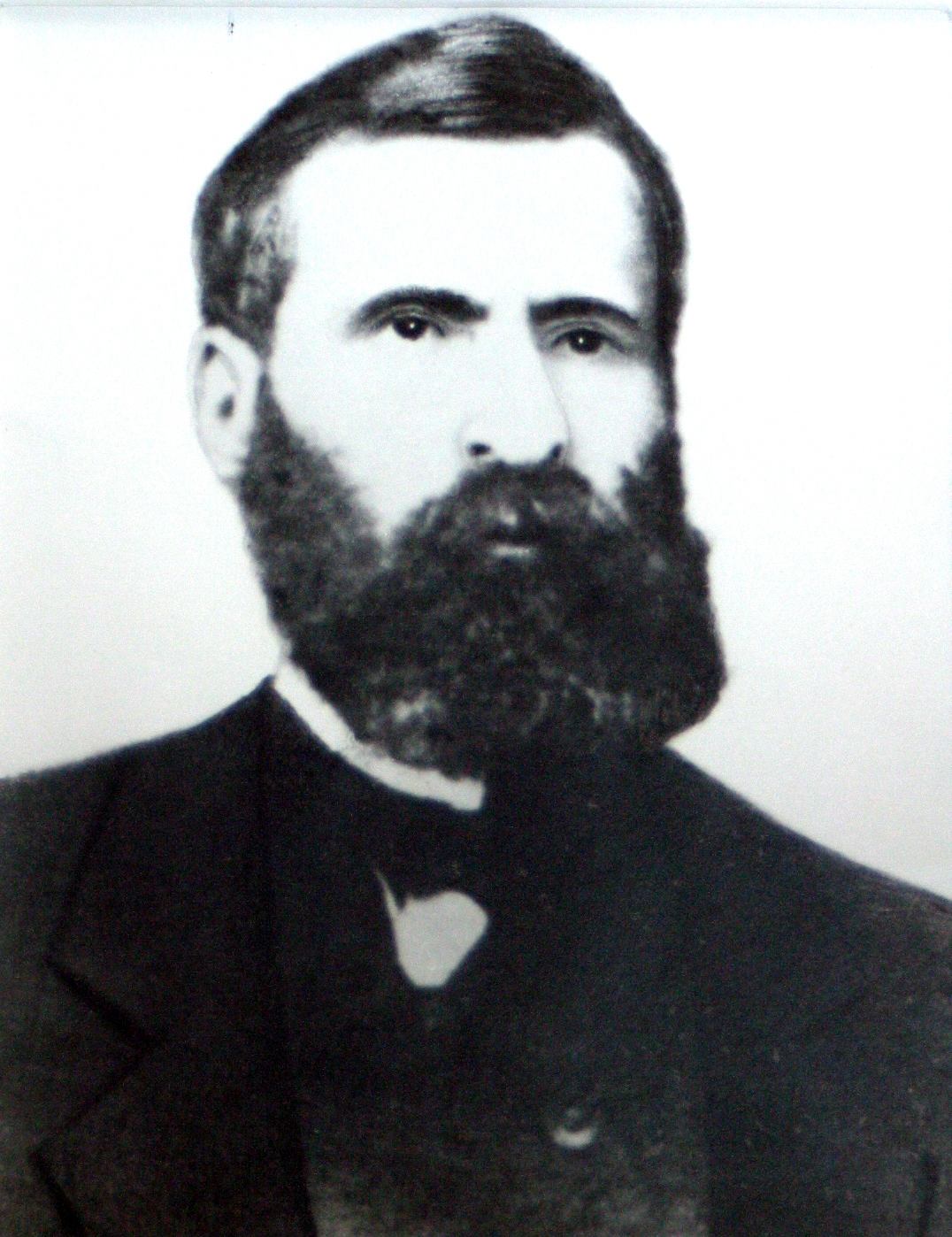
Christian Tell

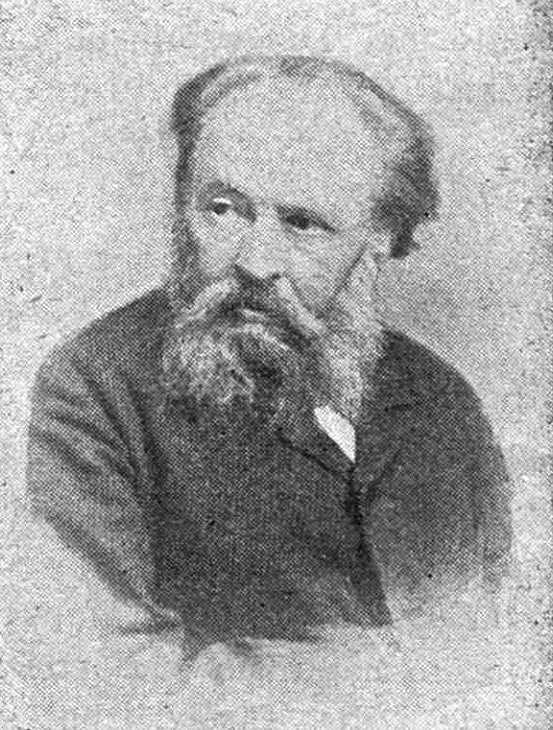
Gheorghe Panaiteanu-Bardasare

Decizia Ministerului bazată pe Regulamentul din 1864 și nu pe cel amendat în anul 1868 care nu mai prevedea alternanța București - Iași ca loc al organizării. Argumentul aceasta, în opinia lui Adrian-Silvan Ionescu, a dus de fapt la o menajare a naționalismului local moldovenesc. Ca urmare, Constantin Esarcu ce îndeplinea funcția de director în Ministerul Cultelor, a trimis în ziua de 3 mai 1871 o adresă telegrafiată lui Panaiteanu prin care l-a informat că bugetul alocat de minister pentru organizarea expoziției era de 5000 de lei. În aceeași adresă, Esarcu îl roagă pe Panaiteanu să convoace Comitetul Academic de Belle-Arte pentru stabilirea  oportunității de organizare și data de începere a manifestării culturale. Cum Panaiteanu nu a răspuns invitației lui Esarcu, Ministerul a mai trimis o telegramă în data de 20 mai 1871 prin care a cerut urgentarea deliberărilor, cerând un răspuns de urgență. De această dată, Panaiteanu a răspuns anunțând că s-a întrunit Comitetul Academic și manifestarea ar putea începe în ziua de 15 octombrie, dată la care clădirea Universității va fi gata și toți artiștii vor fi anunțați, urmând ca detaliile finale să fie anunțate printr-o scrisoare ulterioară. Cu toate insistențele lui Esarcu, Panaiteanu nu a mai transmis nicio informare până la începutul lunii octombrie când a trimis un raport Nr. 70/4 octombrie prin care informează Ministerul că a cheltuit personal 300 de lei, bani împrumutați de la Gheorghe Șiller, pentru aranjarea expoziției - frunze de stejar pentru ghirlande, cheltuieli cu tâmplarii și pânză pentru acoperirea pereților și stelajelor celor trei săli. Văzând raportul lui Panaiteanu, ministrul Christian Tell a refuzat decontarea cheltuielilor argumentând că bugetul nu prevedea o sumă pentru așa ceva.
Adrian-Silvan Ionescu a socotit că Gheorghe Panaiteanu-Bardasare se aflase în imposibilitatea de a procura lucrări de la artiștii profesioniști și ca urmare, a organizat expoziția Școlii de Belle Arte din localitate. În mod logic, el nu putea beneficia de bugetul alocat de Minister pentru organizarea Salonului. În acest fel, Expoziția artiștilor în viață din anul 1871 a eșuat lamentabil și din acest an înainte nimeni nu a mai făcut vreo tentativă pentru deschiderea unei manifestări oficiale în capitala Moldovei.

### Diligențele logistice ale manifestării din anul 1872
Începând de la mijlocul lunii octombrie a anului 1871, a devenit evident că la Iași nu se va mai putea deschide vreo expoziție. Theodor Aman a înțeles acest lucru și ca urmare, a depus o întâmpinare la Ministerul Cultelor și Instrucțiunii Publice pentru organizarea unei expoziții în anul 1872 și a cerut, în plus, dublarea bugetului alocat:
„... Potrivitu art. 1 din Regulamentul Esposițiunei urmând a se ține una Esposițiune la 5 Maiu Bine Voiți Domnule Ministru de încuviințați a ordona ca alăturatului anunciu a i se da cea mai întinsă publicațiune spre a putea fi cunoscutu Artiștiloru ce aru voi să espună. Pe lângă acesta dați-mi voe Domnule Ministru a espune la cunosciința Domniei Vostre că unu fondu cellu puțin de zece mii lei noi este indispensabilu spre acoperirea cerințeloru prevezute în Regulamentul Esposițiuniloru, căci numai cându Artiștii se voru vedea recompensați voru spori lucrările loru care facu parte din progresul la care aspiră țerra în generalu.”

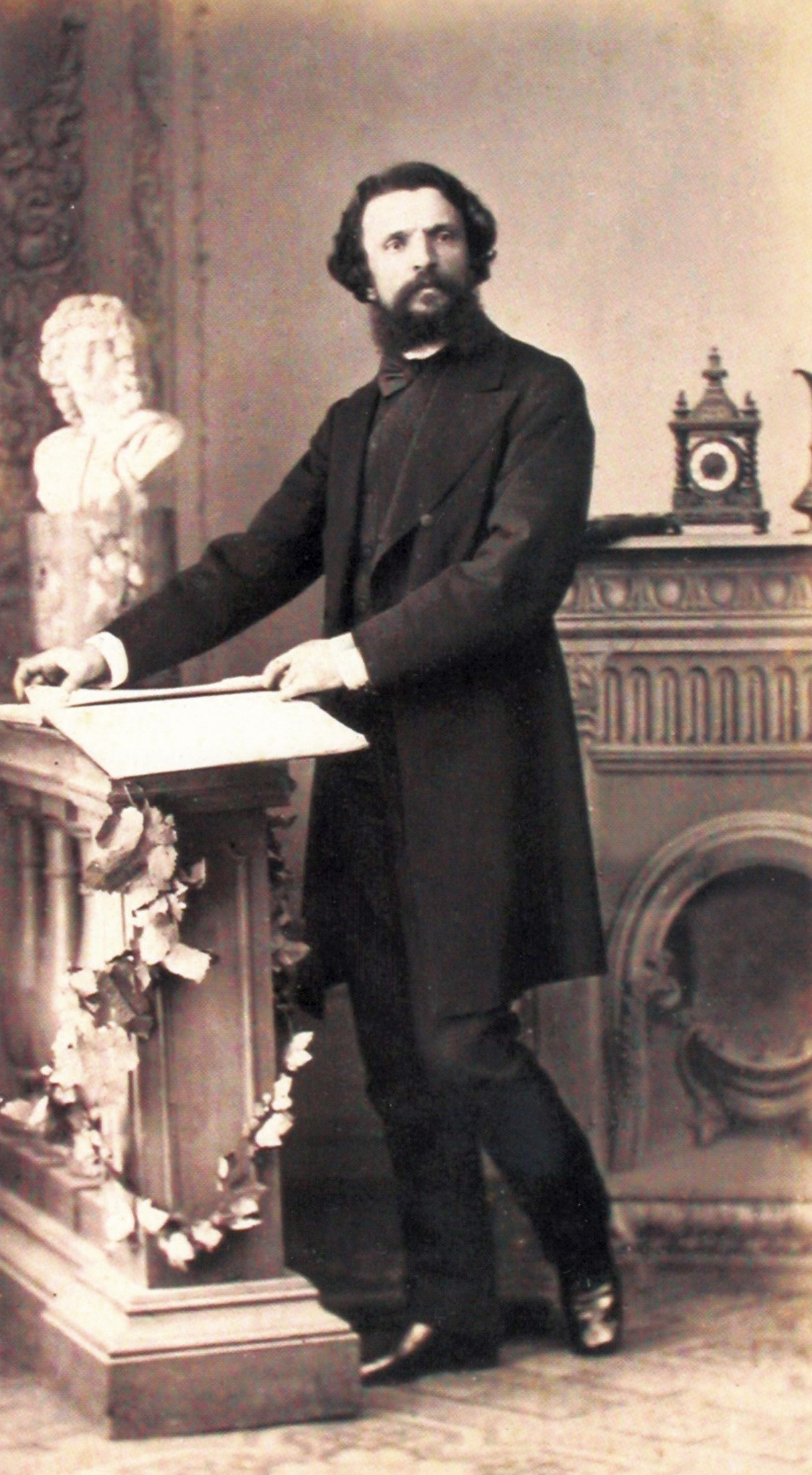
Theodor Aman - fotografie de B. Engels

Ca răspuns a adresei lui Aman, Christian Tell a trimis anunțul spre publicare prin Monitorul Oficial și a anunțat pe directorul acestuia.
Venind luna aprilie a anului 1872, același Theodor Aman, a depus o solicitare în numele expozanților, de această dată, prin care a cerut amânarea vernisajului pentru ziua de 15 mai 1872. A explicat în adresă că, lucrările artiștilor vor fi depuse la Palatul Academiei (clădirea Universității de astăzi) în perioada 1 - 15 mai. Spre sfârșitul lunii aprilie și începutul lui mai, Aman trimite succesiv mai multe cereri. Astfel, în data de 21 aprilie a solicitat implicarea Ministerului pe lângă administrația Academiei pentru a se aloca sala unde în anul 1870 s-a ținut aceeași manifestare culturală „... fiind cea mai bine dispusă ca lumină.” În ziua de 25 aprilie trimite o adresă oficială în acest sens și rectorului Universității. În data de 5 mai, Theodor Aman trimite forului tutelar data de 15 mai ca fiind definitivă ca zi de deschidere a expoziției dorind ca mesajul să fie tipărit pe foi volante pentru o mai ușoară difuzare către publicul amator. Directorul de la Ministerul Instrucțiunii a considerat că această ultimă cerere nu trebuie a fi acceptată deoarece erau suficiente anunțurile din presă. În data de 11 mai, cu doar patru zile înainte de deschiderea expoziției, Ministerul a solocitat Imprimeriei Statului tipărirea a 100 de afișe. În 12 mai s-a înaintat Imprimeriei cererea de tipărire a 300 de exemplare a unui catalog cu 19 file conceput de Theodor Aman.
Aflat la Paris, Sava Henția a trimis la București o lucrare intitulată Nuntă țărănească în Transilvania, lucrare care a fost admisă și la Salonul Oficial din capitala Franței. Henția a trimis și o adresă Ministerului prin care spunea că „... subiectul este extras din moravurile naționale Românești și reprezintă o nuntă țărănească în localitățile de pre lângă Sibiu”. Aman a intervenit în favoarea tânărului bursier și prin recipisa nr. 111 din 11 mai 1872, a rugat ca Ministerul să achite taxele pentru ca tabloul lui Henția să poată fi ridicat de la magazia gării, unde se afla. Pentru a da greutate cererii sale, Aman a amintit faptul că bursierii germani sau francezi aflați în Italia, au acoperite cheltuielile pentru astfel de situații. Ca urmare, Christian Tell în postura de ministru, a cerut opinia Consiliului Permanent al Instrucțiunii Publice. Acesta din urmă a deliberat și a decis ca suma necesară scoaterii lucrării lui Henția de la magazia gării, să fie plătită. Această hotărâre a avut și un amendament pentru viitoarele situații de acest fel. Consiliul a hotărât ca din acea zi înainte, bursierii să-și plătească singuri taxele vamale și poștale pentru orice trimit în țară, excepție făcând cei care au fost solicitați în mod expres de Minister ca să le prezinte, dovadă a progreselor pe care le-au făcut în anii de studiu.

## Polemica în jurul absenței de la eveniment a lui Nicolae Grigorescu
În ziarul Pressa, a apărut un anunț simplu prin care semnatarul articolului, probabil Constantin D. Aricescu, a încurajat vizitarea expoziției:
... „Această esposițiune atât de interesantă pentru noi mai ales cui suntem la începutul vieței artistice, și care se repetă în fiecare an, s'a dechis și anul acesca încă de la 15 Maiu curent în una din salele Academiei în aripa dreaptă. Comitetul a dispus operele de pictură și arhitectură după ordinea ce a crezut de cuviință și fiecare o poate vizita în toate zilele de la ora 11 de dimineață și până la 3 dupe amiază. De prisos a mai îndemna pe publicul nostru a visita această esposițiune, atât spre a judeca despre produsul artiștilor de la noi cât și spre a încuraja progresul în care trebuie să avem credință în viitor. Aci se pot vedea oarecare lucrări frumose atât ca arhitectură cât și ca pictură. Ne rezervăm cu altă ocasiune a vorbi în detaliu despre objectele espuse.”
----- Esposițiunea operilor artiștilor în viață pe anul 1872, în „Pressa” No. 109/18 Maiu 1872

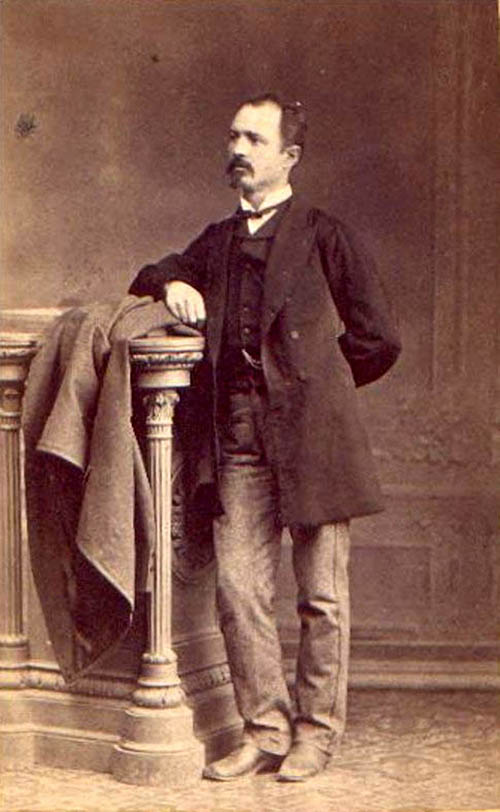
Nicolae Grigorescu

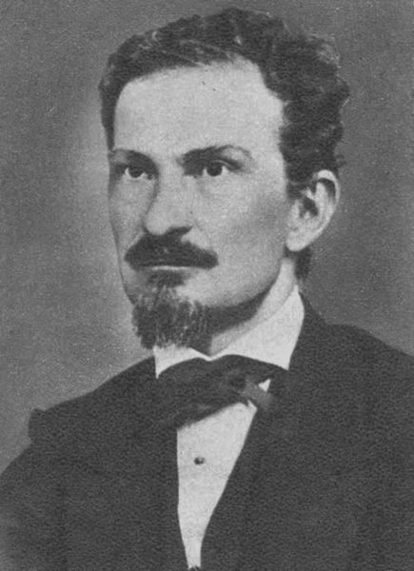
Constantin D. Aricescu

Aricescu a revenit tot în Pressa, semnând cu inițialele C.D.A., cu un amplu comentariu atenționând asupra suspiciunii asupra corectitudinii jurizării. Mottoul articolului parafraza cuvintele lui Ammonius Saccas: „Amic mi'este Platon dar mai amic mi'este adevărul”. Aricescu s-a mirat de absența de la eveniment a lui Carol Popp de Szathmári, Henric Trenk, Constantin Lecca, Gheorghe Tattarescu sau Petru Verussi și în special a lui Nicolae Grigorescu.  Dacă absența primilor s-ar fi putut explica prin faptul că aceștia nu au mai făcut noi lucrări, lipsa de la expoziție a lui Grigorescu a născut o vie polemică, mai ales că acesta era în plin avânt al creației. Cronicarul a considerat că dacă maestrul de la Câmpina ar fi participat, lucrările sale ar fi fost panotate într-o lumină defavorabilă fapt care ar fi dus la o acordare a premiilor într-un mod părtinitor. Autorul articolului a susținut cu probe credibile afirmațiile pe care le-a făcut:
„... S'a observat, atât în anul acesta, cum și în cei trecuți, că membrii comitetului academic (care sunt și esposanți) reservă pentru tablourile d-lor păretele salonului cel mai favorabil pentru lumină ce trebuie să aibă un tablou; astfel că cel mai frumos tablou pierde mult fiind așezat astfel încât să fie sau prea multă lumină sau prea umbră. (...) Noi cari cunoaștem pe d-nii Aman, Stăncescu, etc. (celebrități în felul d-lor) nu credem că, prin așezarea numai a tablourilor d-lor pe păretele cel mai avantajos din salonul exposițiunei, ar fi voit să elimineze, în mod indirect, tablouri ca ale d. Grigorescu, mai ales triumful nu poate fi dorit de aceștia în concurență numai cu elevii d-lor. (...) (...) Juriul nu presintă destule garanții pentru scopul pentru care este format; adică: trei membri ce sunt și exposanți se pronunță singuri chiar asupra operilor lor, și trei membri ce pot fi amicii lor, pot să aibă aceleași vederi cu membrii exposanți; prin urmare, s'ar putea crede că majoritatea juriului este favorabilă mai ales tablourilor membrilor exposanți, ce fac parte din juriu. Nu bănuiesc de loc sinceritatea juriului actual; dar acest juriu este compus după art. X din regulamentul în chestiune, poate da bănuieli de parțialitate.”
----- C.D.A. - Exposițiunea operilor artiștilor în viață pe anul 1872, în „Pressa” No. 113/23 Maiu 1872
Cronicarul a propus la toate acestea o soluție prin iluminarea unitară a sălilor, precum și rezervarea de spații avantajoase pentru expozanții de marcă, nu numai pentru organizatorii care și participă la eveniment. În plus, Aricescu a propus amendarea articolului din Regulamentul Expoziției artiștilor în viață care prevedea modul de alcătuire a juriului. Acesta presupunea pe bună dreptate că laureații expoziției din acel an aveau să fie Theodor Aman și Constantin I. Stăncescu, tocmai prin prisma faptului că Nicolae Grigorescu lipsea. Autorul articolului a conchis la final că „... Nu este nici logic, nici just, nici în interesul artei și al scopului pentru care se fac exposițiunile ca aceleași persoane să fie și judecătorii și parte interesată.” Articolul din Pressa s-a terminat într-un chip profetic: „... Va veni timpul când producțiunile geniale ale genialului nostru artist să se aprecieze după adevărata lor valoare iar artistul să fie recompensat depă cum merită, pentru onoarea artei și gloria Românilor.”
Ca urmare, C.D. Aricescu i-a sugerat lui Grigorescu să organizeze o loterie cu tablourile „... pe care crede că un juriu imparțial le-ar fi medaliat și le-ar fi recomandat d-lui ministru pentru Museul național”. Suspiciunile lui Aricescu s-au adeverit în ziua de 19 iunie 1872 când juriul după lungi deliberări a stabilit că Medalia de clasa I-a să fie acordată lui Theodor Aman și cea de clasa a II-a lui Stăncescu.

## Juriul evenimentului
Juriul manifestării expoziționale a fost format din Theodor Aman, Constantin I. Stăncescu, arhitectul Dimitrie Berindei, sculptorul Karl Storck, pictorul Grigore C. Cantacuzino și încă o persoană apropiată lui Aman și Stăncescu. Consiliul Permanent al Expoziției a aprobat componența juriului care avea prerogativele de primire a lucrărilor de la artiștii expozanți și de a stabili prin deliberare premiile care urmau să fie decernate.

## Artiști și lucrări expuse
Participarea la acest eveniment cultural a fost foarte redusă prin comparație cu manifestările precedente, chiar dacă au existat anunțuri în periodicele care a apărut în acel an. În principal au fost prezente doar lucrări din Secțiunea de Pictură provenind de la Aman, Stăncescu și de la elevii lor de la Școala de Belle Arte din București. La Secțiunea de Sculptură nu a existat decât un expozant - Ion Sălceanu, cu o lucrare nesemnificativă. La Secțiunea de Arhitectură au participat aceiași Alexandru Orăscu, Filip Montoreanu și Alexandru Freiwald.

Participanți la Expoziția artiștilor în viață din anul 1872
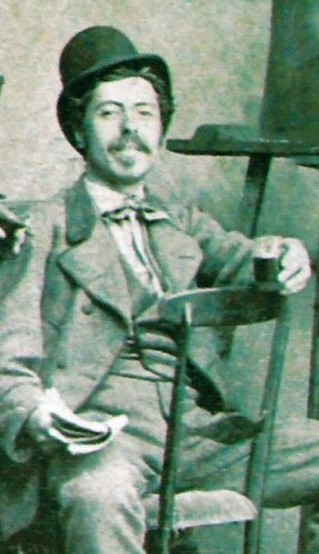
Nicolae Iliescu
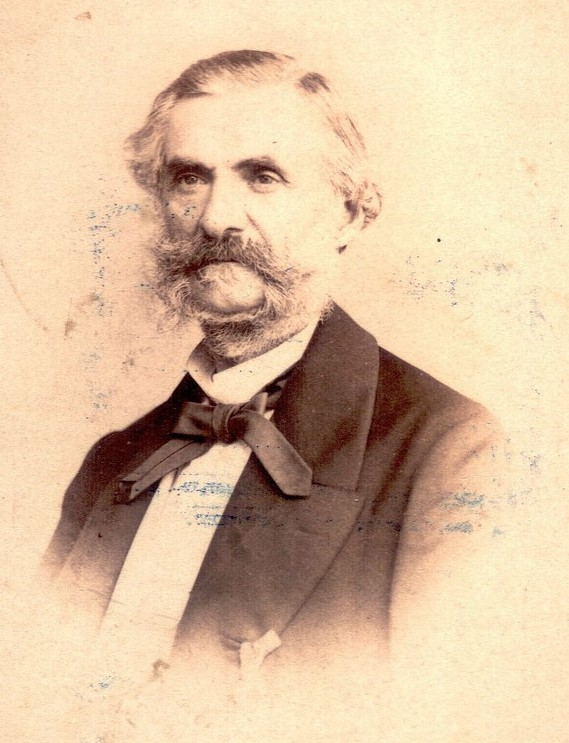
Alexandru Orăscu
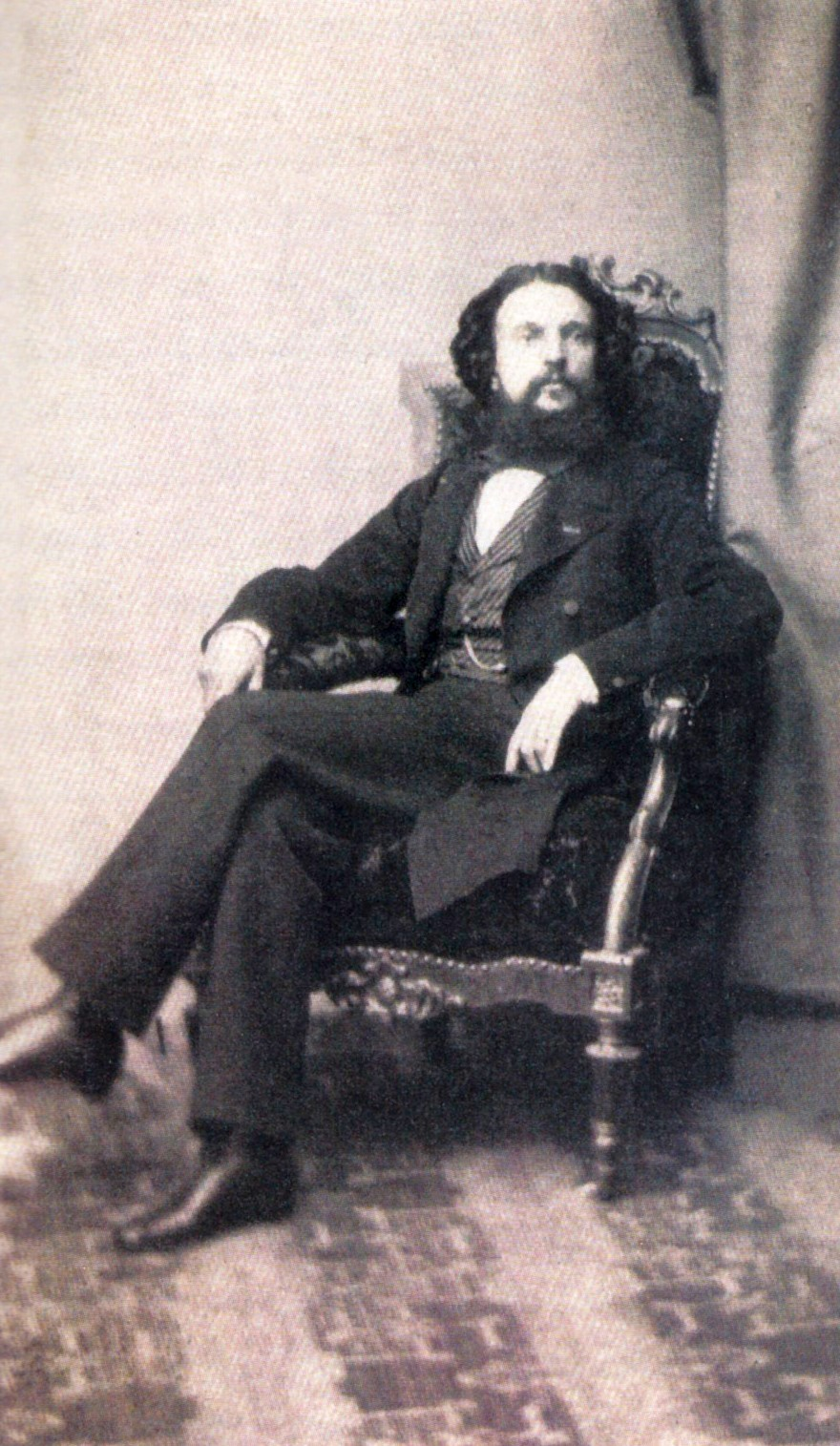
Theodor Aman
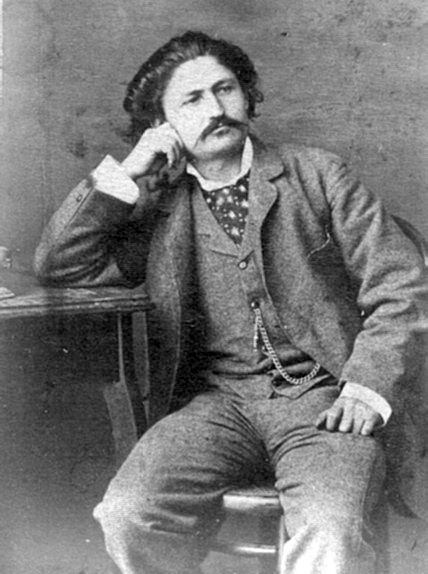
Sava Henția
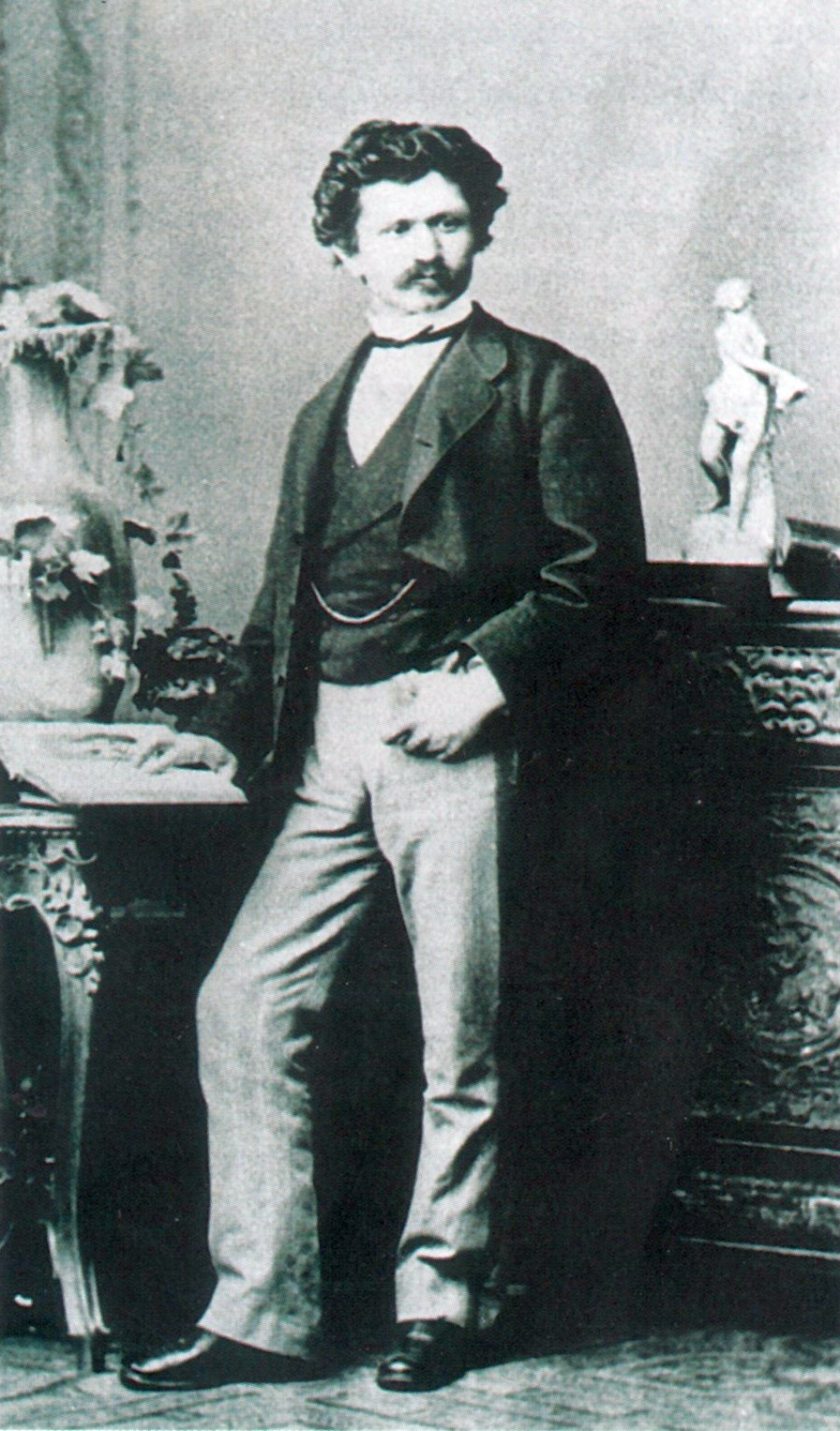
C.I. Stăncescu
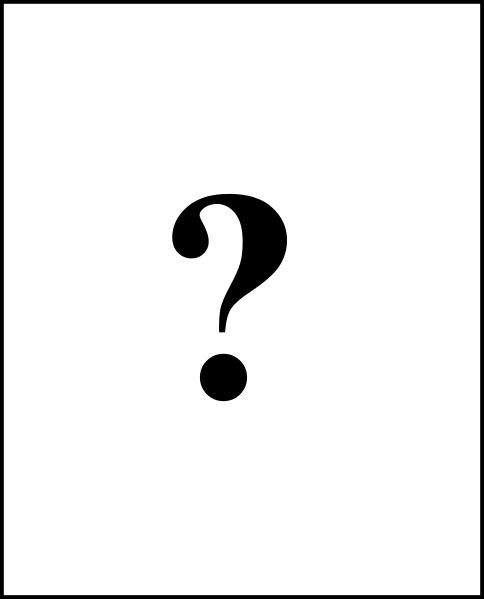
Mihail Dan - (ajutaţi Wikipedia şi găsiţi imaginea)
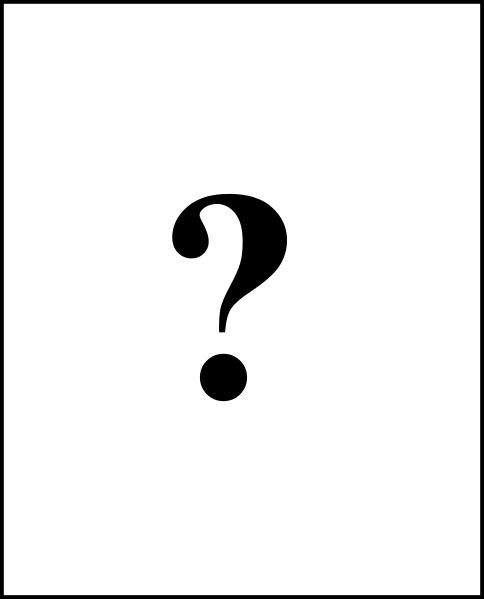
George Ioanid
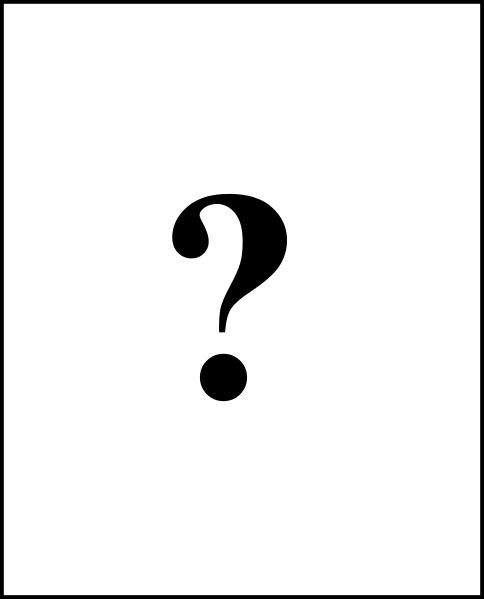
Filip Montoreanu
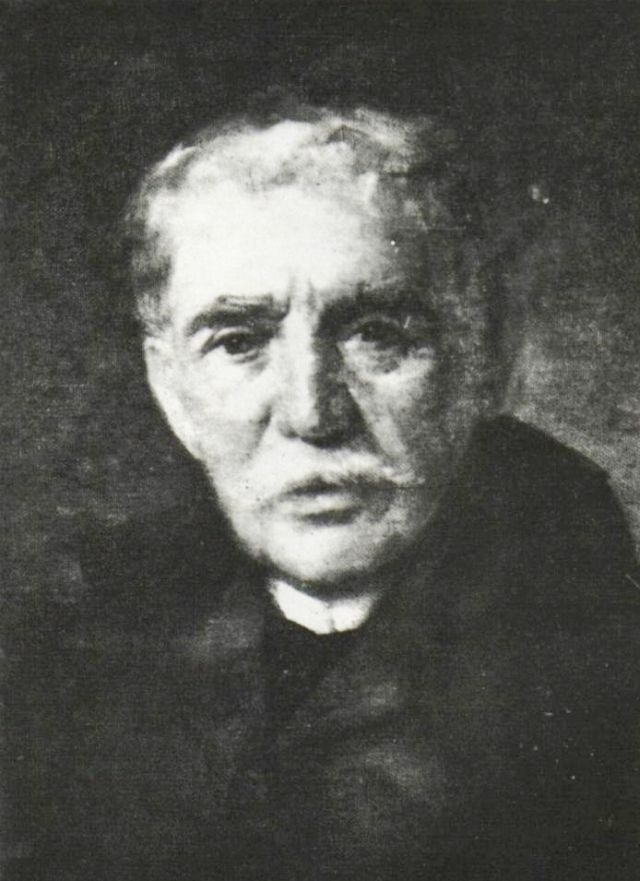
Iacovache Constantinescu

### Lucrările Secțiunii de Pictură

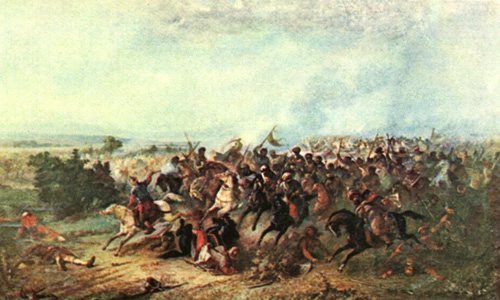
Izgonirea turcilor la Călugăreni - de Theodor Aman

- Theodor Aman - Izgonirea turcilor la Călugăreni, Moartea Lăpușneanului, Femeie cu narghilea și Femeia la toaletă;[34]
- Constantin I. Stăncescu - Cugetătorul, portretul în pastel al politicianului P.S. Aurelian, încă două portrete: unul în ulei și unul în pastel;[34]
- Sava Henția - Nuntă țărănească în Ardeal;[34][35]
- Iacovache Constantinescu - O găină;[34]
- Mihail Dan - Portretul doctorului Staicovici și Portretul lui V.A. Urechia;[34]
- Gheorghe Popescu - Pânză țărănească și Mihai Viteazul cu solii turci;[34]
- Alexandru Fotino - Portret, Peisaj și Natură statică cu caise;[34]
- George Ioanid - un portret;[34]
- Nicolae Iliescu - o pictură de mici dimensiuni intitulată „Matei Millo în rolul lui Barbu Lăutarul”.[34]

### Lucrările Secțiunii de Sculptură
- Ion Sălceanu - un basorelief cu Psyche și Proserpina după un desen de Rafael și cu un medalion, tot în relief, după natură.[34]

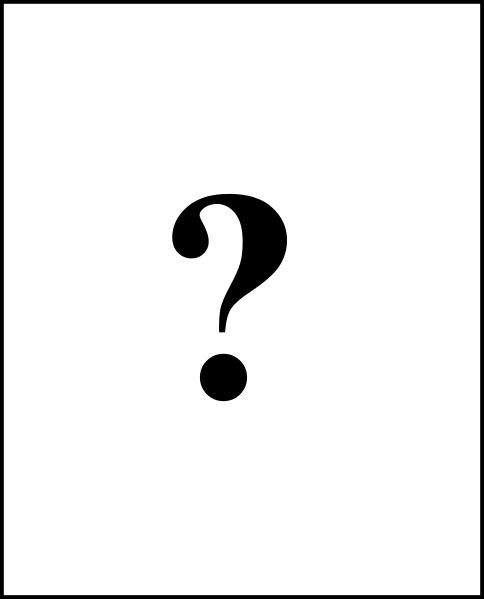
Moartea Lăpușneanului - de Theodor Aman - (ajutați Wikipedia și găsiți imaginea)

### Lucrările Secțiunii de Arhitectură
- Alexandru Freiwald - ?;[34]
- Filip Montoreanu - proiect pentru o vilă a domnitorului Carol I;[34]
- Alexandru Orăscu - proiectul Hotelului Herdan, construit pe Bulevardul Elisabeta în anul 1871.[34]

## Premiile expoziției
Regulamentul de desfășurare a evenimentului prevedea ca juriul să se întrunească cu două săptămâni înainte de închiderea expoziției. Cum juriul nu s-a putut întruni mai devreme astfel încât să se încadreze în stipulările Regulamentului, Theodor Aman a anunțat prelungirea expoiției cu încă cinci zile.
În ziua de 19 iunie 1872, juriul a analizat lucrările expozanților și a decis ca la Secțiunea Pictură, Medalia de clasa I-a să-i revină lu Theodor Aman pentru tablourile Izgonirea turcilor la Călugăreni, Moartea Lăpușneanului și Femeie cu narghilea. Primele două picturi au fost propuse pentru achiziționarea de către stat cu suma de 7000 de franci, respectiv 5000 de franci. Medalia de clasa a II-a a revenit lui Constantin I. Stăncescu pentru desenul intitulat Cugetătorul. Lucrarea a fost și ea propusă pentru achiziții pentru un cuantum de 350 de franci. Medalia de clasa a III-a a fost acordată lui Mihail Dan pentru Portretul doctorului Staicovici. Au fost date și mențiuni care au revenit tinerilor Alexandru Fotino, Nicolae Iliescu, George Ioanid și Gheorghe Popescu.
La Secțiunea Sculptură a fost acordată Medalia de clasa II-a singurului participant Ion Sălceanu.
La Secțiunea Arhitectură, Medalia de clasa a II-a a fost dată lui Alexandru Orăscu și Filip Montoreanu, la fel ca la Expoziția artiștilor în viață din anul 1870.

## Decernarea medaliilor
Monitorul Oficial a fost notificat pentru publicarea anunțului ceremoniei de decernare a premiilor din data de 25 iunie 1872. Ca urmare, Ministerul l-a delegat pe Alexandru Orăscu în calitatea sa de vice-președinte al Consiliului Permanent al Instrucțiunii, să-l reprezinte pe ministrul Christian Tell și să prezideze adunarea de premiere a manifestării.

## Achizițiile statului
1. Izgonirea turcilor la Călugăreni de Theodor Aman pentru suma de 7000 de franci.[32]
2. Moartea Lăpușneanului de Theodor Aman pentru suma de 5000 de franci.[32]
3. Cugetătorul de Constantin I. Stăncescu pentru suma de 350 de franci.[32] După ce Stăncescu a depus lucrarea la Pinacotecă, acesta a cerut în luna septembrie 1872 contravaloarea negociată de 350 lei noi[40] . Onorariul i-a fost plătit în urma unei aprobări a Ministerului.[41]

## Decontări financiare
Theodor Aman a emis o notificare către Minister pentru achitarea sumei de 110.86 lei pentru scoaterea tabloului lui Henția de la magazia gării. Aman a mai emis o notificare ulterioară prin care a reclamat suma de 112 lei pentru achitarea taxei vamale. Din mențiunile lui Adrian-Silvan Ionescu, acesta a opinat că nu reise clar din documentele primare pe care le-a studiat dacă cei 112 lei este o rotunjire a primei sume solicitate sau este o majorare.

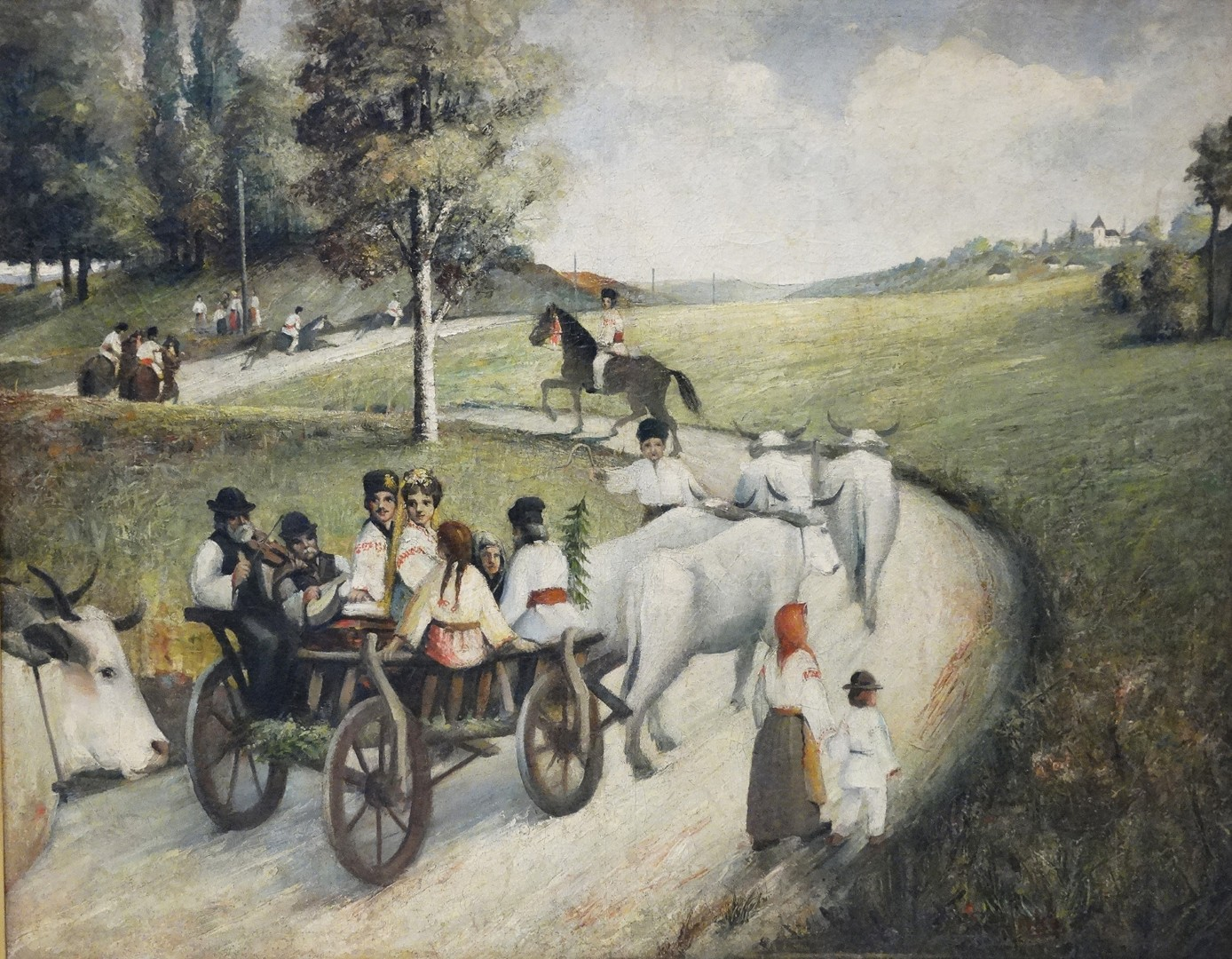
Nuntă țărănească în Ardeal - de Sava Henția, datată în anul 1875

În ziua de 19 iunie, Aman a trimis o adresă la Ministerul Instrucțiunii ce conținea procesul verbal care menționa laureații evenimentului. Prin această adresă, Aman a solicitat eliberarea sumei de 300 de galbeni care reprezenta contravaloarea tuturor premiilor care urmau a fi date în ziua de 25 iunie. În data de 20 iunie, a doua zi, banii i-au fost transferați la contabilitate.
Riguros cum era, Theodor Aman imediat după închiderea expoziției, a înaintat Ministerului lista cu cheltuielile pe care le-a făcut pentru organizarea evenimentului: 23.52 lei pentru cutiile de medalii, 36.60 lei pentru tipărirea a 300 de cataloage, 114 lei pentru diplomele editate pe foaie de pergament, 6.2 lei pentru materiale consumabile (sfoară, belciuge și cuie), 5.84 lei pentru spălarea podelelor, totul însumând 186.16 lei. Decontarea s-a realizat în data de 3 iulie 1872, conform unei rezoluții semnată de directorul Ghidionescu.
Directorul Școlii de Belle-Arte din București - Theodor Aman, a prezentat forului tutelar și lista utiliării celor 300 de cataloage: 115 exemplare au fost vândute publicului vizitator cu 50 de bani bucata, rezultând suma de 57.50 lei și 40 de bucăți au fost date cu titlu de gratuitate elevilor școlii și expozanților. Au mai rămas nefolosite 145 de exemplare. Aman a depus banii la Ministerul Instrucțiunii și de acolo au fost transferați Ministerului de Finanțe.

## Analiza critică

### Reverberațiile critice ale momentului

#### Comentariile lui Savva Șoimescu
Ziarul Pressa care a publicat mai multe anunțuri și comentarii pe întreg parcursul expoziției, a prezentat o cronică semnată, în opinia lui Adrian-Silvan Ionescu, tot de Savva Șoimescu care era redactor la acest periodic, cel care în anul 1870 era semnatarul și altor articole referitoare la evenimentul artistic din acel an. 
Autorul cronicii a evidențiat sărăcia expoziției prin comparație cu cea din anul 1870. Cum evenimentul a suferit în principal din lipsa expozanților și de un număr mic de lucrări participante, operele cele mai importante erau implicit, cele ale lui Theodor Aman. Astfel, Izgonirea turcilor la Călugăreni s-a detașat net prin comparație cu celelalte lucrări expuse prin efectele picturale în care detaliile dispar în favoarea turbionului produs de goana turcilor înspăimântați. Lucrarea suferă și de lipsa personajelor care să joace un rol important în compoziție așa cum ar fi fost poate normal a fi figurați comandanți sau pașale:

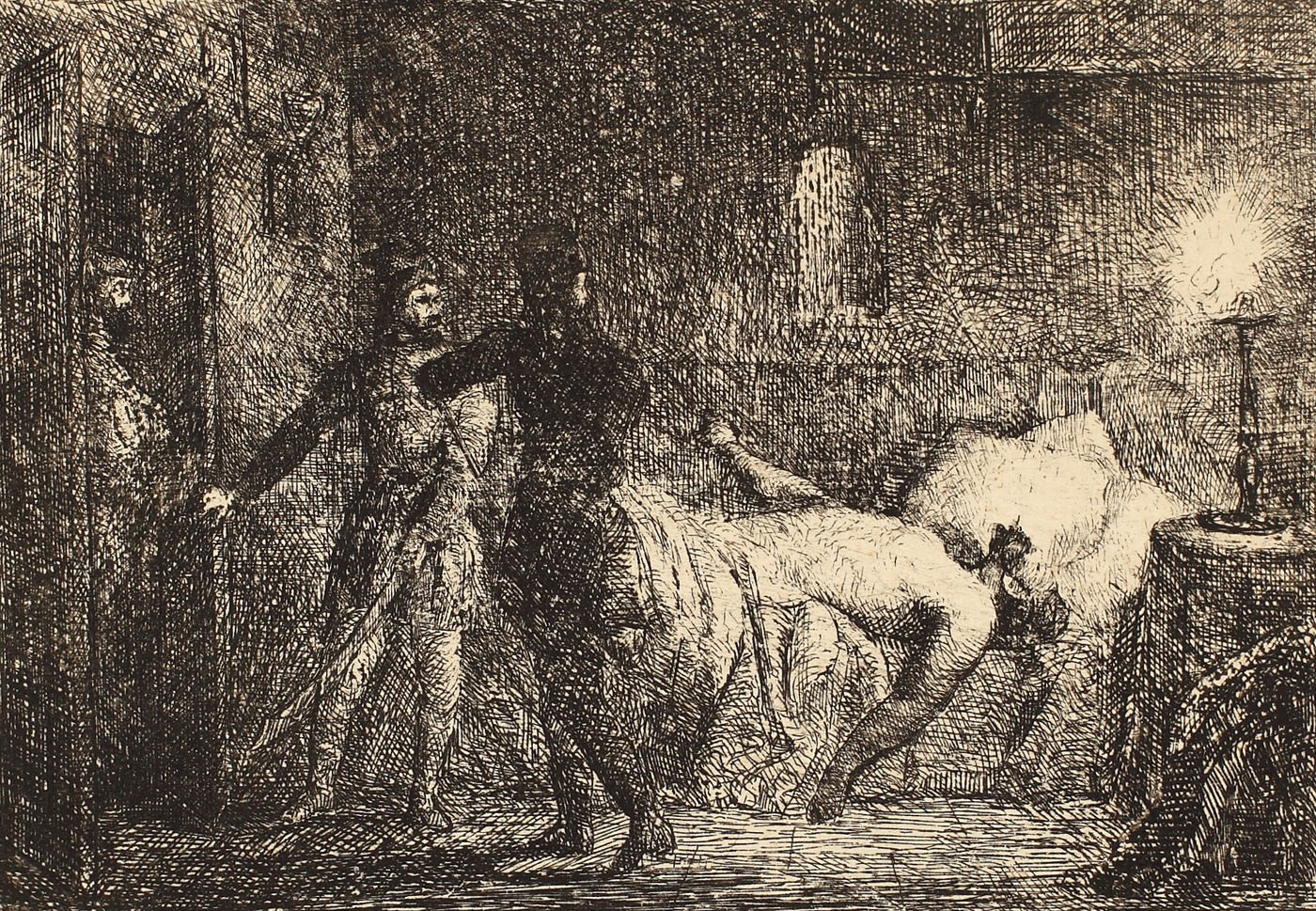
Moartea Lăpușneanului - gravură de Th. Aman

„... Această esposițiune nu a fost așa fecundă anul acesta cum avurăm plăcerea a o vedea acum doi ani. Nu știm dacă trebue să atribuim aceasta sterilității sau abținerii unora dintre pictori, precum distinsul Grigorescu, asupra abținerii căruia nu s'a pronunțat nici instrucția nici tribunalul spre a se ști bine de unde provine. Noi regretăm asemenea abțineri și sperăm că nu se vor mai întâmpla pe viitor, oricine ar fi cauza lor. (...) Principala operă de pictură ce întâlnește privirea este un mare tablou istoric al d-lui Aman. Acest episod din bătălia de la Călugăreni reprezintă goana dată Turcilor de către armata română. Acest tablou privit în total de la distanța cuvenită are multă espresiune. S'a zis de unii critici că nu conține destui turci căzând peste cap și mulți români tăind în bucăți pe fugari. Dar atunci ideea autorului s'ar fi rătăcit și în loc de o goană ar fi fost o încăierare locală. (...) Noi însă credem că acest tablou însușește toate condițiunile unei opere de artă în genul istoric în care D. Aman se distinge. (...) Perspectiva este destul de întinsă, mișcările destul de varii, coloritul destul de viu și unitatea bine conservată în mijlocul atâtor varietăți. Autorul nu și-a propus a face să se distingă în o bătălie regulată cutare sau cutare căpitan mare, pașă ori prinț care comandă, ci o armată care se împrăștie și o rupe d'a fuga înaintea unei alte armate care o urmărește. Ar fi putut reuși și mai bine și ar fi fost mult mai natural dacă tabloul ar fi fost astfel dispus ca armata turcă să se piardă în fundalul perspectivei fugind și ca armata română, ca învingătoare, să presinte figurele cele mari și vizibile în fața tabloului. Oricum acest tablou este una din operile cu care d. Aman se poate mândri.”
----- Exposițiunea operilor artiștilor în viață pe anul 1872, în „Pressa” No. 132/17 iunie 1872
Cronicarul Șoimescu a apreciat tabloul Moartea Lăpușneanului, în special grupul format din Doamna Ruxandra, mitropolitul și copilul, care părăsește camera unde a fost asasinat domnitorul român. Pe celelalte două lucrări: Femeie la toaletă și Femeie cu narghilea nu le-a comentat deloc. Portretele lui Stăncescu nu au fost apreciate pozitiv deoarece Portretul lui P.S. Aurelian, realizat în pastel, relevă un defect la ochiul stâng și Cugetătorul „... ni se pare că mai mult moțăie decât cugetă.” Sculptorului Ion Sălceanu nu i-a acordat nicio atenție, la fel și celorlalți pictori. Dar, jumătate din cronica plastică pe care a publicat-o Savva Șoimescu, a fost consacrată Secției de Arhitectură a expoziției. Astfel, el a apreciat proiectele lui Alexandru Orăscu și Filip Montoreanu.

#### Cronica lui Ulysse de Marsillac
În trei apariții ale publicației Le Journal de Bucarest, Ulysse de Marsillac a scris o cronică intitulată Le Salon de 1872. Cum îi era firea, de Marsillac era generos cu superlativele. Chiar și el a fost dezamăgit de expoziția din acel an, spunând că titulatura de Salon a manifestării i s-a părut prea pretențioasă după cum arăta spațiul în care s-a desfășurat evenimentul. A fost totuși concesiv, aplanând duritatea exprimării găsind situația oarecum normală care ca și artiștii ei este una tânără.
Cronicarul a regretat lipsa lui Nicolae Grigorescu și a admirat opera lui Theodor Aman, descriind în amănunt picturile acestuia. Odalisca cu narghilea era o tematică învăluită în mister pentru europeni, care o considerau o nimfă destinată plăcerilor regilor, prinților și împăraților orientali. Acesta a considerat-o a fi mai degrabă o cameristă așa cum și însuși Aman care știa acest lucru a reprezentat-o neidealizată, cu chip vulgar, cu trup lipsit de grație și corpolent. Tot ce amintea de motivul oriental era costumul galben-auriu. Femeia la toaletă era de fapt un seminud care se uită într-o oglindă.
Ulysse de Marsillac a încheiat articolul din primul număr al publicației menționând că:
„... Talentul d-lui Aman se purifică și se amplifică din zi zi. Încântătorul refugiu ce și 1-a construit[A] el a dat găzduire în România. Fericită viață! El beneficiază de bucuriile artei fără să aibă griji. Existența i-a surâs iar acest surâs se traduce în eleganța desenului și în bogățiile cromaticii sale.”
----- Ulysse de Marsillac: Le Salon de 1872, în Le Journal de Bucarest, nr. 185/2 iunie 1872

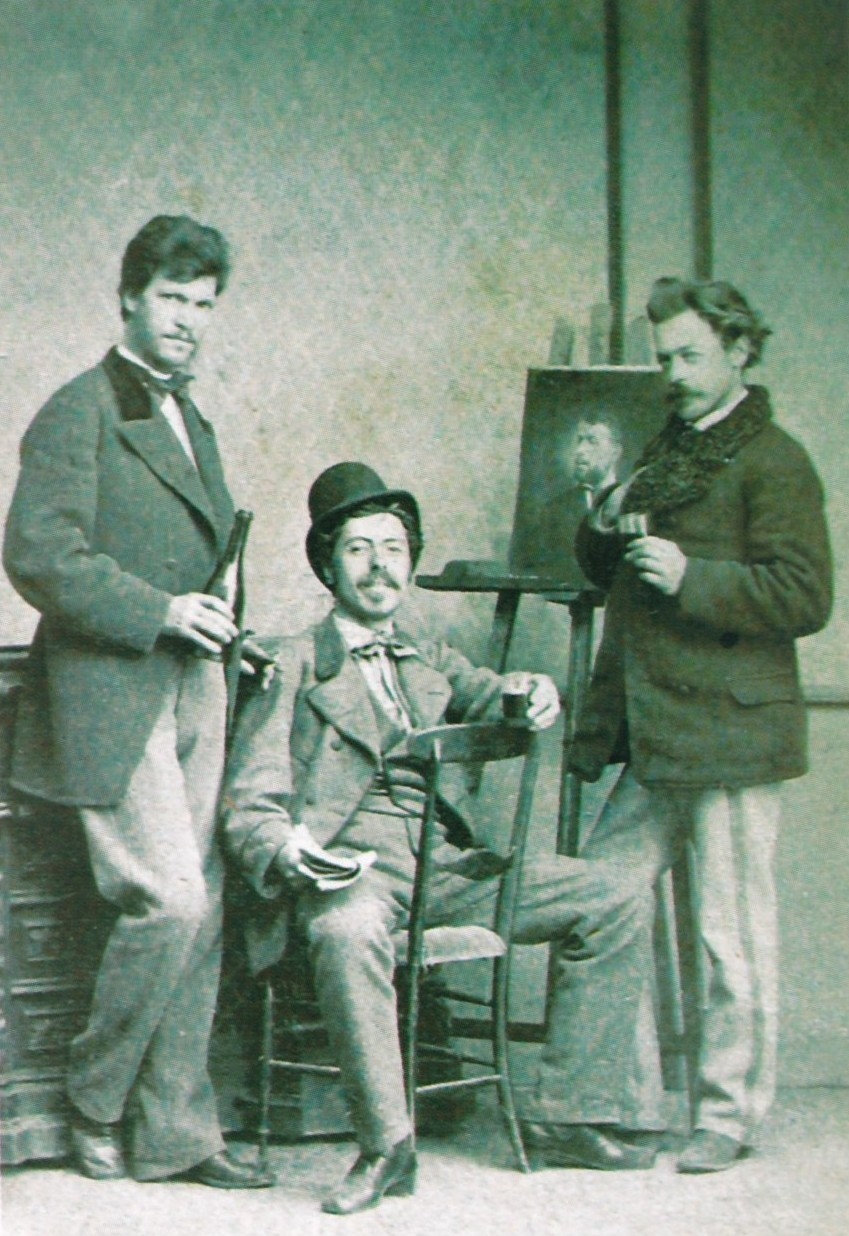
Fotografie de grup: Nicolae Iliescu (pe scaun), Alexandru Cladec (fiul pictorului Anton Chladek în dreapta) și un prieten (stânga) - foto Mayer & Gerstt - colecția lui Adrian Silvan-Ionescu

În numărul al doilea al ziarului, partea a doua a cronicii, Ulysse de Marsillac a vorbit despre ceilalți participanți dând informații interesante despre lucrările pe care aceștia le-au expus. Astfel a prezentat note critice, doar Stăncescu a beneficiat de comentarii laudative. Cronicarul l-a elogiat pentru portretele de la expoziție - două în pastel, unul în ulei și Gânditorul care amintește de Michelangelo cu Il Penseroso. Pe Ioanid l-a apostrofat că are un desen slab, la Mihail Dan nu a găsit decât Portretul lui V.A. Urechia ca fiind mai bun. Pe Gheorghe Popescu l-a criticat că are un desen defectuos și că în lucrările Mihai Viteazul cu solii turci și Pânză țărănească, trupurile sunt contorsionate, iar dominanta cromatică este liliachie. Alexandru Fotino are niște „... lucrări de școală [ce] dau speranțe” și Iachovache Constantinescu are „... o Găină care clocește”.
Nici Sava Henția nu a scăpat de săgețile lui Marsillac. Nunta țărănească „... ca artă este foarte primitivă, dar dul. Henția are stofă de artist”. Despre Nicolae Iliescu care ulterior și-a schimbat numele și a semnat la Eliescu sau Elliescu, Marsillac a considerat că artistul a adus o pictură reprezentativă care-l prezenta pe Matei Millo în rolul lui Barbu Lăutarul. Adrian-Silvan Ionescu a remarcat că semnatarul articolului nu a precizat faptul că Iliescu se folosise de o fotografie de presă făcută de Carol Popp de Szathmári.
Ulysse de Marsillac a încheiat spunând că: „... Dacă doriți să vedeți pictură, mergeți să admirați tablourile pe care le expune D. Grigorescu la D. Gebauer.”
În al treilea număr al periodicului, cronicarul a comentat exponatele Secției de Sculptură și a celei de Arhitectură. După ce a menționat numele lucrării lui Ion Sălceanu a precizat că proiectele arhitecților Freiwald, Montoreanu și Orăscu au fost spectaculoase, dar nu par a fi aplicabile în România. În continuare, a făcut aprecieri despre modul de dezvoltare arhitectonică a Bucureștiului, care ar trebui să nu urmeze tradiții străine ci unele locale:
„... În genere, arhitecții din București mi se par prea atașați tradițiilor școlilor lor; ei aduc aici idei, excelente aiurea, dar neaplicabile în România. Când lucrezi pentru un oraș ca București trebuie să uiți tradițiile inspirate de alte nevoi și de alte resurse. (...) Astfel, orașul București este rezultatul unui veritabil hazard. Așa cum am spus de mai multe ori, este o simplă juxtapunere de sate care s-au căznit să le unească pentru a face un mare oraș; dar când a venit această ultimă idee era deja prea târziu. Existau prea multe construcții, iar printre ele construcții prea importante pentru a gândi să le dărâmi. Azi răul este ireparabil. (...) În aceste condiții, nu este o greșeală să construiești cum ar face-o, spre exemplu, la Paris sau la Viena? (...) Îmi imaginez că Bucureștii vor fi un oraș încântător dacă toate casele ar fi decorate cu acele vaste verande susținute de colonete și ornate cu corturi de pânză sau, mai bine, cu perdele de iederă sau de viță, cum vedem în cartierele izolate. (...) Artiștilor le revine sarcina de a reacționa împotriva acestor tendințe. Să se unească pentru a impune adevărata frumusețe locală și nu imitațiile din țări străine, mai mult sau mai puțin reușite. Dacă perseverează poate vor reuși.”
----- Ulysse de Marsillac: Le Salon de 1872, în Le Journal de Bucarest, nr. 188/13 iunie 1872
În data de 1 iulie 1872, periodicul Le Journal de Bucarest a anunțat festivitatea de acordare a premiilor și lista câștigătorilor.

#### Cronicile din periodicul Columna lui Traian
În periodicul Columna lui Traian a apărut un articol plin de critici negative a unui cronicar care s-a semnat cu inițiala A. Istoricul de artă Adrian-Silvan Ionescu a apreciat că acela nu a fost altul decât Bogdan Petriceicu Hașdeu. În comentariile sale, cronicarul l-a făcut responsabil de absența lui Nicolae Grigorescu la expoziția din 1872 pe Theodor Aman. Ca urmare, autorul i-a criticat dur toate lucrările pe care Aman le-a prezentat la manifestarea artistică. L-a acuzat pe directorul Școlii de Belle Arte că la toate personajele figurate în lucrări le lipsește individualizarea și expresia: „... Țepașii d-sale, Lăpușneanu, Stroicii, Spanciocii, călugării, ostașii sunt toți așa de nemeriți încât n-are cineva decât să le schimbe costumurile pentru a-i preface la moment în lăutari, în băcani, în sfinți, în tot ce vă place.”
Tot în același periodic, Radu Mantea a adus aprecieri negative față de toți expozanții.
- PDF - Columna lui Traian - articolul lui Radu Mantea din iunie 1872
- Nr. 23/19.06.1872, pag. 181 - 182
- Nr. 24/26.06.1872, pag. 190 - 191

### Critica posterității
Adrian-Silvan Ionescu în cartea sa Mișcarea artistică oficială din România secolului al XIX, publicată în anul 2008, și-a exprimat părerea că deși manifestarea a beneficiat de o prezență satisfăcătoare în presa acelor timpuri, însă slaba organizare și participare a dus la o amploare mai redusă. Festivitatea de premiere nu a mai fost adusă la cunoștința publicului, ca altă dată, în mai multe numere ale Monitorului Oficial și după închiderea ei, nu a mai fost tipărită o dare de seamă a modului cum s-a desfășurat. Din cercetările istoricului de artă, a reieșit că nu ar mai fi fost nici discursuri ale reprezentanților forului tutelar sau a lui Theodor Aman. Dacă ar fi existat, acestea ar fi fost publicate în presa acelor timpuri.
O dovadă a celor afirmate de Adrian-Silvan Ionescu, a fost susținută de acesta prin faptul că ministrul Cultelor și Instrucțiunii nu a participat la premiere, ci l-a delegat pe Alexandru Orăscu să îl reprezinte. Acest mod de abordare este adus ca argument forte că manifestării nu i s-a acordat o importanță deosebită.
Theodor Aman și Constantin I. Stăncescu, unul director și celălalt profesor la Belle Arte, primul fiind și președintele expoziției, aveau dublă calitate de expozanți și membri ai juriului. Alexandru Orăscu a prezidat ceremonia de premiere și tot el era și expozant. Exceptând pe cei trei, pe simezele evenimentului și-au prezentat lucrările absolvenți și elevi ai Școlii de Belle Arte de la București. În opinia lui Silvan Ionescu, întreaga manifestare a fost, fie accidental, fie premeditat, o expoziție de familie. Ca urmare, ea nu a beneficiat de o concurență stimulatoare și astfel riscul ca medaliile să fie date altor concurenți decât celor care au organizat expoziția, era aproape zero.